# Habiba Sarabi
Habiba Sarabi (ur. 1956 w Mazar-i Szarif) – afgańska farmaceutka i polityk, pierwsza kobieta na stanowisku gubernatora prowincji.
Po śmierci matki w 1969 roku była wychowywana przez ojca. Po ukończeniu szkoły z dobrymi wynikami została zachęcona przez wuja do studiów. Z wykształcenia jest farmaceutką. Działała w ruchu studenckim sprzeciwiającym się inwazji radzieckiej. Po przejęciu władzy przez talibów straciła możliwość pracy. Zajęła się wychowywaniem dzieci i wyemigrowała do Pakistanu, gdzie angażowała się w działalność organizacji opiekujących się uciekinierami z Afganistanu. Po interwencji NATO została w 2002 roku ministrem ds. kobiet w rządzie prezydenta Hamida Karzaja i pełniła tę funkcję do 2004 roku. 23 marca 2005 roku została pierwszą kobietą na stanowisku gubernatora prowincji. Jest gubernatorem prowincji Bamian w środkowej części kraju.